# Nan Madol
Nan Madol est un site archéologique de l'île de Pohnpei (États fédérés de Micronésie). Le site est constitué d'une série d'îlots artificiels qui furent la capitale de la dynastie Saudeleur jusqu'aux alentours de 1500. Le nom de « Nan Madol », qui signifie « intervalles » en pohnpei, fait référence aux canaux navigables qui parcourent le site surnommé « la Venise du Pacifique ».

## Histoire
Nan Madol aurait été le siège du pouvoir de la dynastie « Sau-Deleur » ("seigneur de Deleur" en pohnpeien, « Deleur » étant l'ancien nom de l'île), qui unifia la population de Pohnpei (estimée à 25 000 personnes). Selon les traditions orales, la dynastie des Saudeleur, arrivés sur de grands bateaux, était originaire de Katau (ou Kanamwayso), îles situées à l'ouest, et soumit la population autochtone. La légende fait débuter la dynastie par l'arrivée des deux sorciers jumeaux, Olisihpa et Olosohpa, capables de faire léviter les blocs de pierre utilisés pour la construction de Nan Madol avec l'aide d'un dragon volant, sous la protection de Nahnisohn Sahpou, dieu de l'agriculture. Après plusieurs essais infructueux, ils réussirent et commencèrent la construction par l'autel de Nahnisohn Sahpou. Quand Olisihpa mourut de vieillesse, Olosohpa devint le premier « seigneur de Deleur », épousa une autochtone et fonda ainsi le clan Dipwilap (« Grand ») qui gouverna la cité et l'île. Ces traditions se retrouvent avec de nombreuses variantes dans la plupart des îles de l'océan Pacifique, c'est le cas par exemple de la légende polynésienne d'Hawaiki. Sachant que le peuplement de l'Océanie s'est fait depuis l'ouest, d'île en île, Katau/Kanamwayso pourrait correspondre aux îles de Chuuk, aux Philippines ou même à Fou-nan.  
Les recherches archéologiques montrent que Nan Madol fut occupé dès le Ier siècle-IIe siècle de notre ère.

## Protection
En 1974, le site a été inscrit au Registre national des lieux historiques. En 1976, le site est inscrit au patrimoine mondial de l'UNESCO. En 1985, les ruines de Nan Madol ont été déclarées monument historique national. Il faut disposer d'une autorisation pour le visiter.
Le matériel archéologique découvert sur le site était exposé jusqu'en 2012 au musée Lidorkini.

## Cité mégalithique

### Architecture

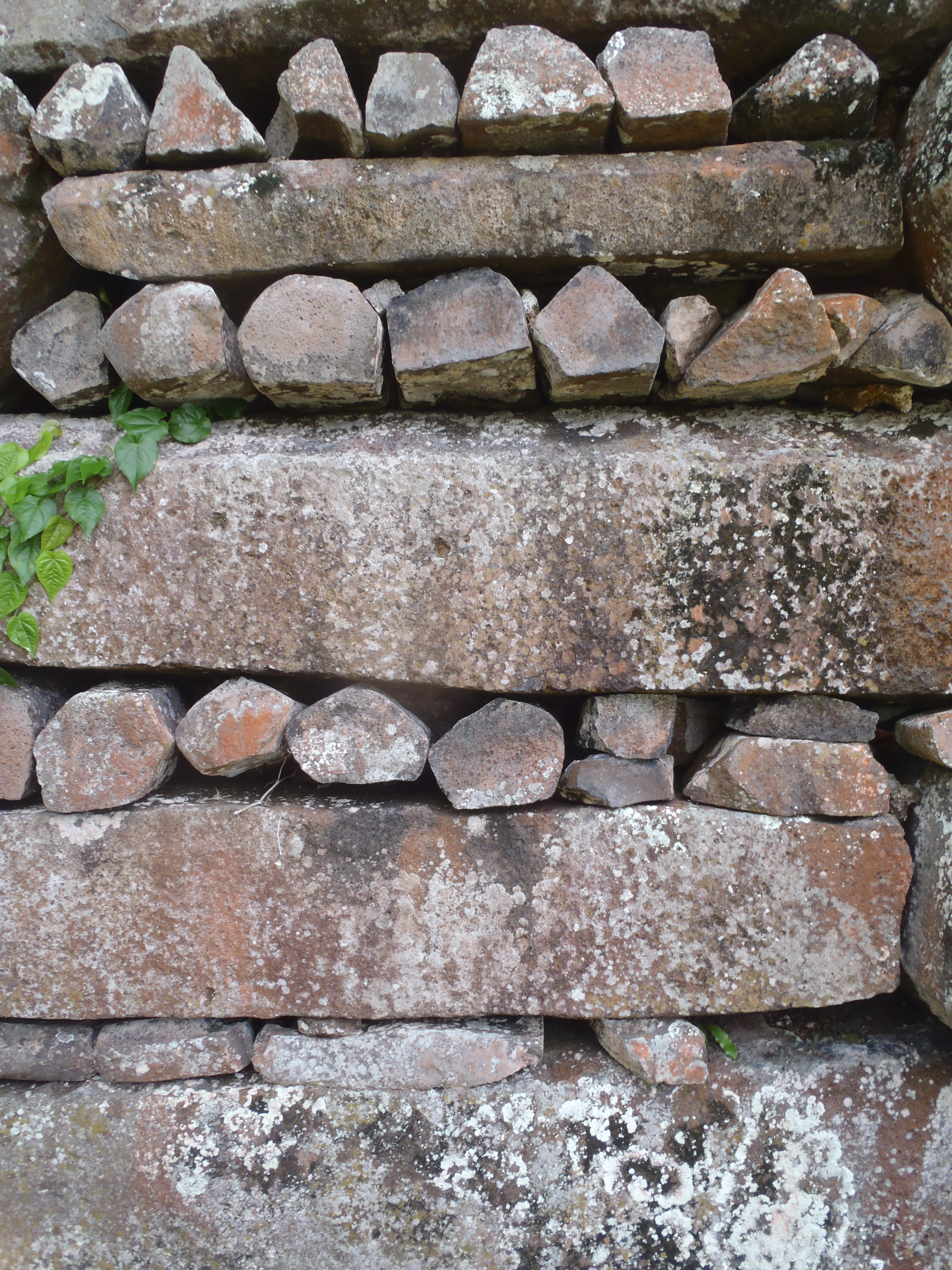
Mur constitué par un empilement alterné de blocs basaltiques.

La cité mégalithique couvre une superficie de plus de 60 ha formant un quadrilatère de 1 300 m de long selon un axe sud-ouest/nord-est sur 500 m de large. Elle comprend un total de plus de 100 plateformes aménagées à partir du Xe siècle, les structures les plus monumentales datant du XIVe siècle. Les plateformes ont été bâties en utilisant des blocs de pierre de type orgues basaltiques, comportant une section polygonale naturelle, mesurant de 1 à 4 m de longueur, afin de monter des murs par empilement de couches alternées perpendiculairement. Ces murs reposent directement sur le récif de corail entièrement plat qui entoure l'île de Temwen, ainsi que sur plusieurs autres îlots artificiels et dans la mangrove de la grande île voisine Pohnpei. Le remplissage intérieur de ces îlots artificiels est constitué de blocs de basalte et de corail. Certaines plateformes artificielles accueillent des bâtiments dont les murs sont construits selon la même technique et peuvent atteindre 8 m de haut sur plus de 3 m de large. Les plus gros blocs ont été utilisés sur les plateformes les plus imposantes et positionnés sur les côtés les plus visibles afin d'en renforcer la monumentalité : des blocs monumentaux de plus de 35 t ont ainsi été utilisés aussi bien comme assises d'angles de murs qu'au sein de l'appareil lui-même. La cité est protégée de la mer par des murs d'enceinte monumentaux sur ses façades sud-ouest, sud-est et nord-est.
L'analyse géochimique des blocs utilisés pour la construction de la plateforme appelée Nan Dawas a montré que la moitié d'entre eux proviennent du nord-ouest de Pohnpei, impliquant un trajet maritime de 35 km. Les archéologues estiment que les blocs basaltiques ont été transportés depuis leur site d'extraction par voie de terre sur des troncs de cocotiers puis par voie maritime sur des flotteurs en profitant des marées hautes dans les canaux de la mangrove. Le déplacement des dizaines de milliers de blocs utilisés dans la construction de Nan Madol implique nécessairement l'existence d'une organisation sociale particulièrement complexe. 
Le site archéologique de Lelu visible sur l'île de Kosrae, située à environ 500 km de Pohnpei, a été construit selon les mêmes techniques.

### Organisation sociale

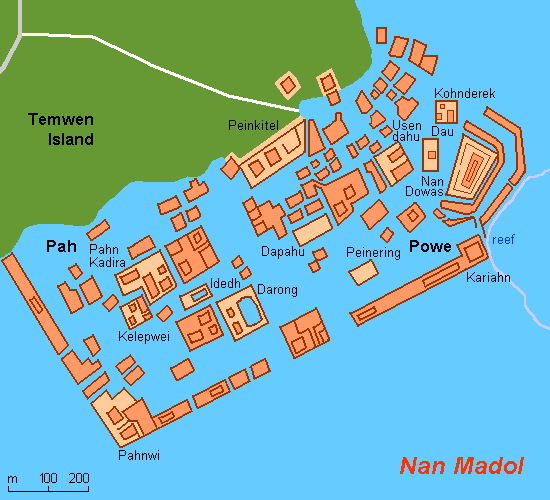
Plan du site de Nan Madol.

La cité est scindée en deux espaces distincts : une zone publique couvrant la moitié sud-ouest et une zone sacrée formant la partie nord-est. La circulation entre les plateformes se faisait par un système de canaux noyés ou découverts par les marées. La zone publique, appelée Madol Pah, est organisée autour d'une grande plateforme, appelée Pahnkadira, couvrant une superficie de 7 000 m2 qui devait correspondre à la résidence du chef de la dynastie des Sau Deleur. L'espace y est divisé entre diverses cases par un mur de séparation. Seule la partie sud de la plateforme donne directement accès au quai positionné au débouché du canal d'entrée de la cité. Pahnkadira est entourée de plateformes plus modestes devant correspondre à diverses activités : la plateforme appelée Dorong comporte des bénitiers et la plateforme nommée Idehd comportait un bassin où l'on élevait une anguille sacrée régulièrement nourrie avec des entrailles de tortues. La zone sacrée, appelée Madol Powe, comporte une plateforme, appelée Nan Dawas, d'une superficie de 3 000 m2 protégée par trois murs dépassant 10 m d'épaisseur destinés à la protéger des brisants. Nan Dawas renferme plusieurs chambres funéraires où furent enterrées les dignitaires de Nan Madol. 
La population de Nan Madol a été estimée entre 1 000 personnes et 2 000 personnes mais Nan Madol devait être une cité réservée à une élite sociale et religieuse. L'absence d'eau douce et d'espaces pour produire de la nourriture implique que les besoins quotidiens ne pouvaient y être satisfaits que par des contributions imposées à une population de moindre rang installée sur la terre ferme. L'isolement de Nan Madol était peut-être aussi un moyen par lequel les chefs Saudeleur tenaient à distance leurs rivaux potentiels en les obligeant à vivre sur l'île plutôt que dans la cité.
Il est probable que les Nahnmwarkis, qui renversèrent les « Sau-Deleur », s'installèrent momentanément à Nan Madol mais finirent par abandonner le site en raison des difficultés d'approvisionnements.

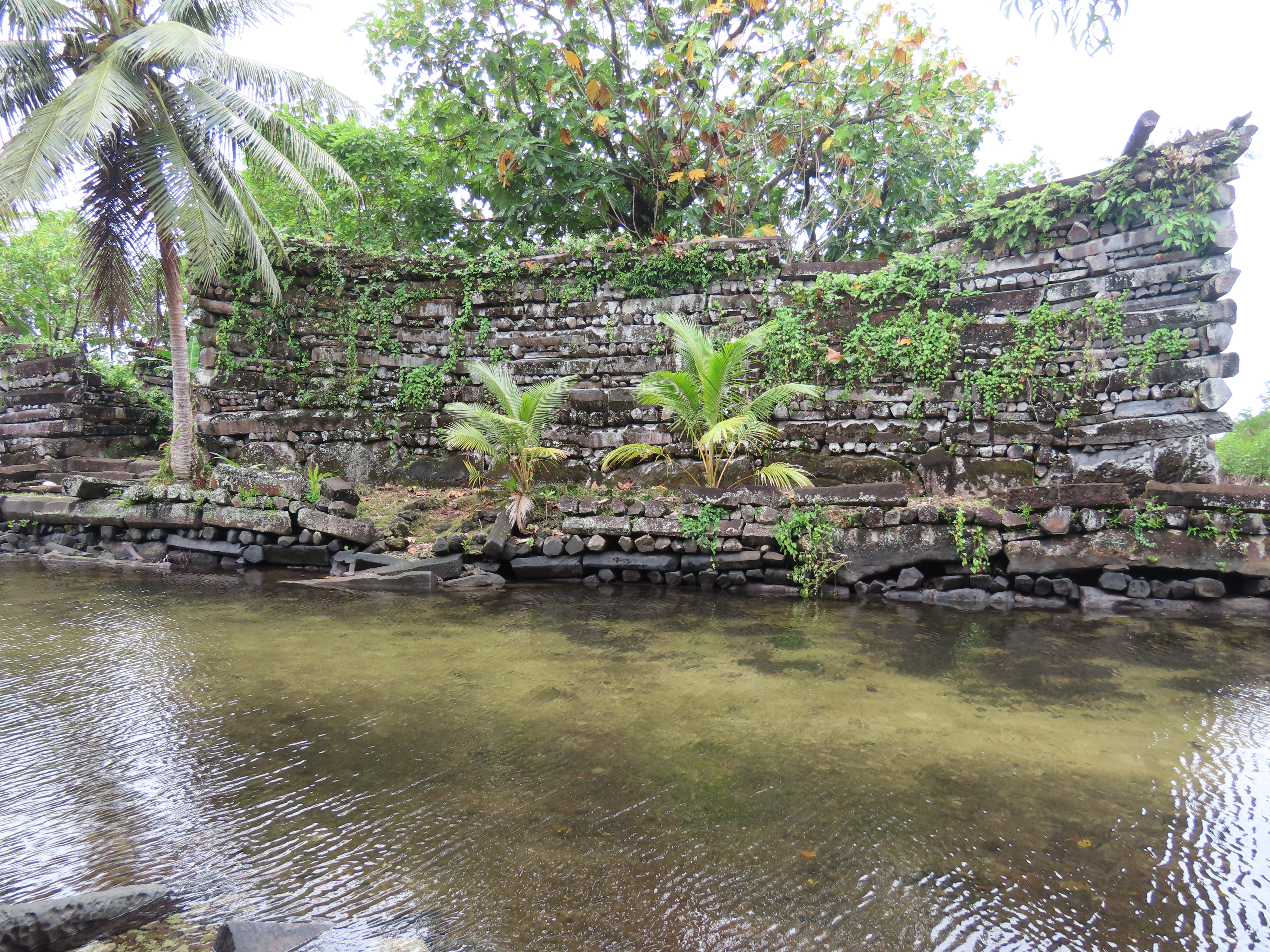
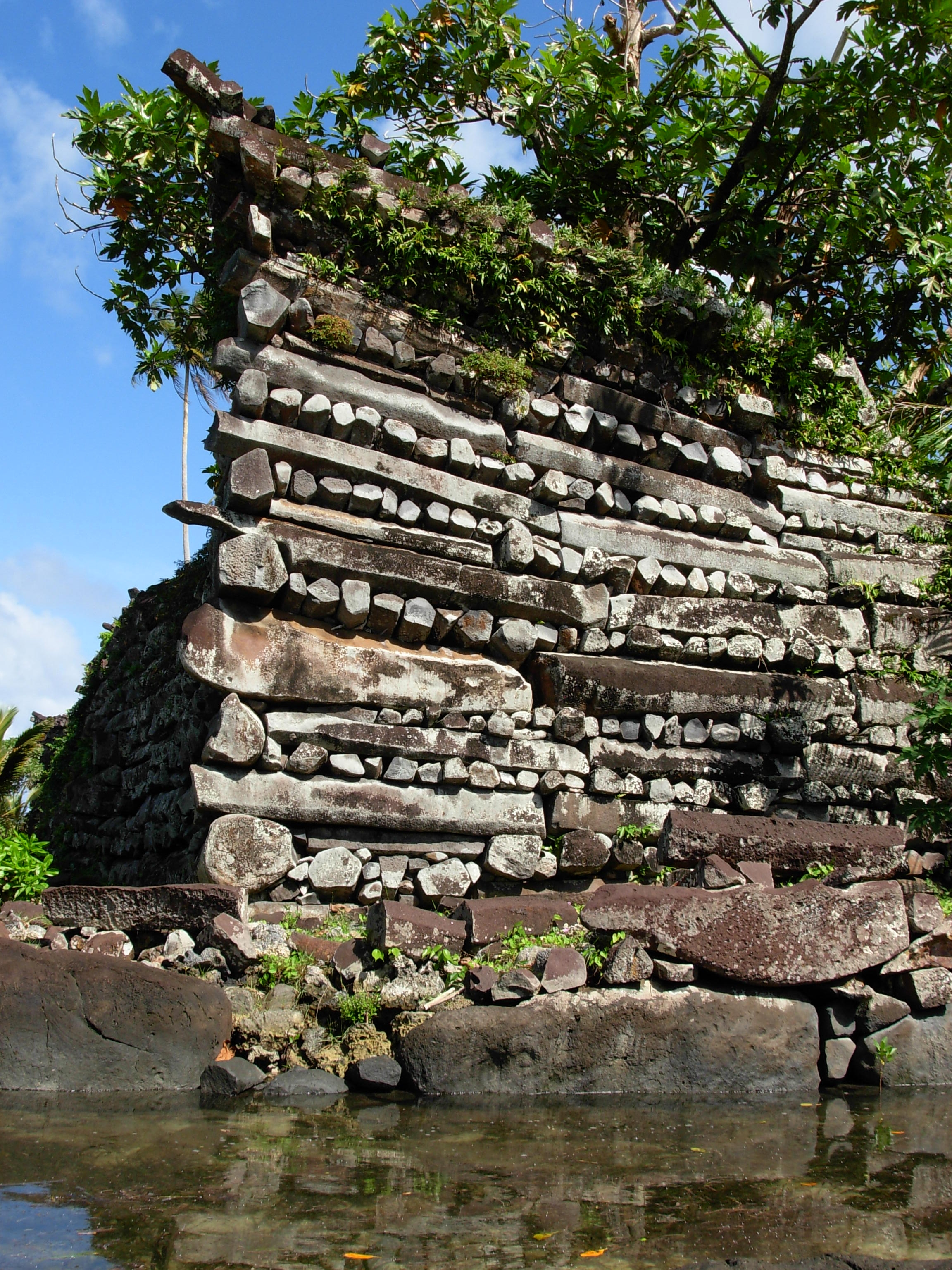
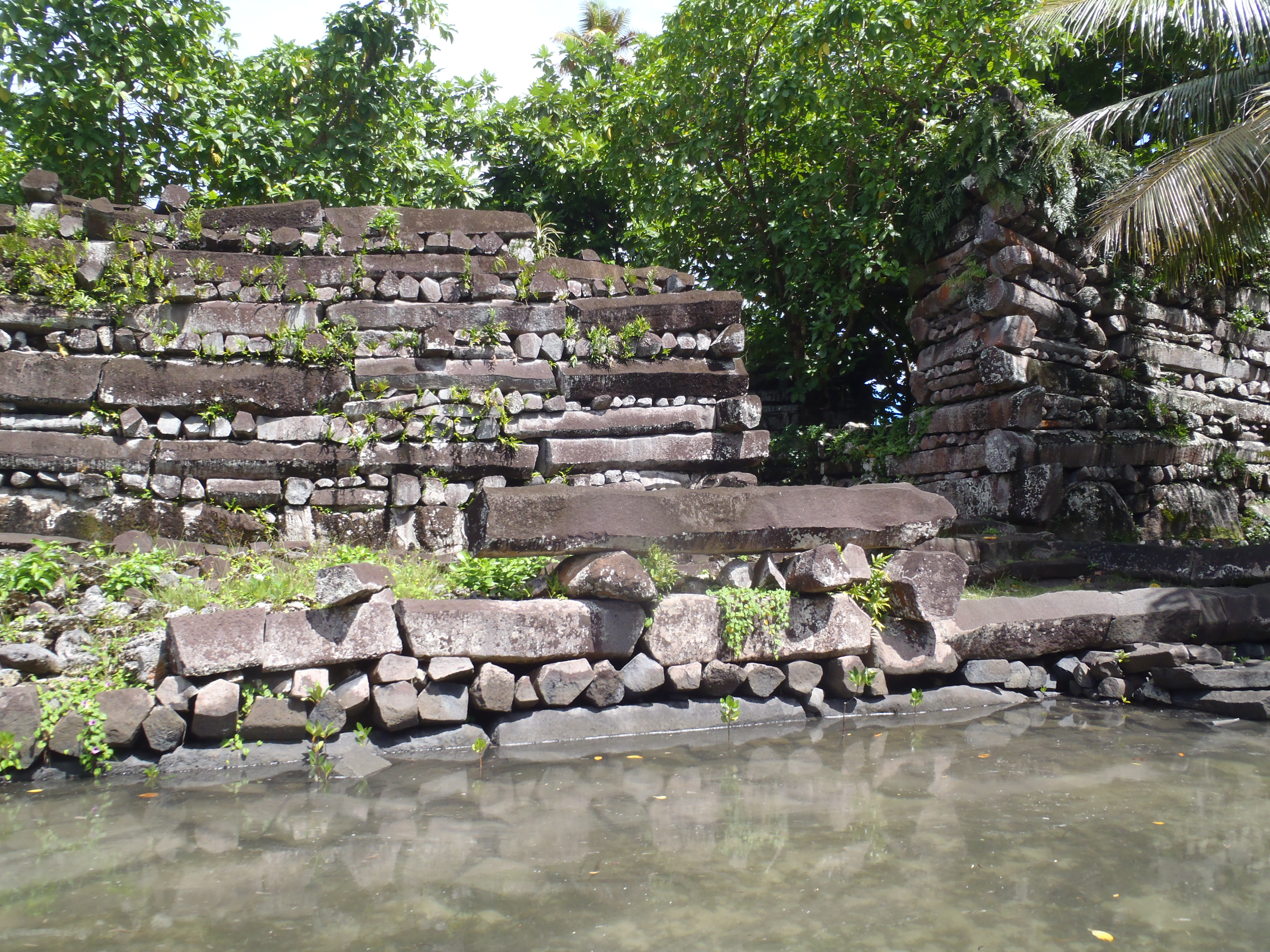
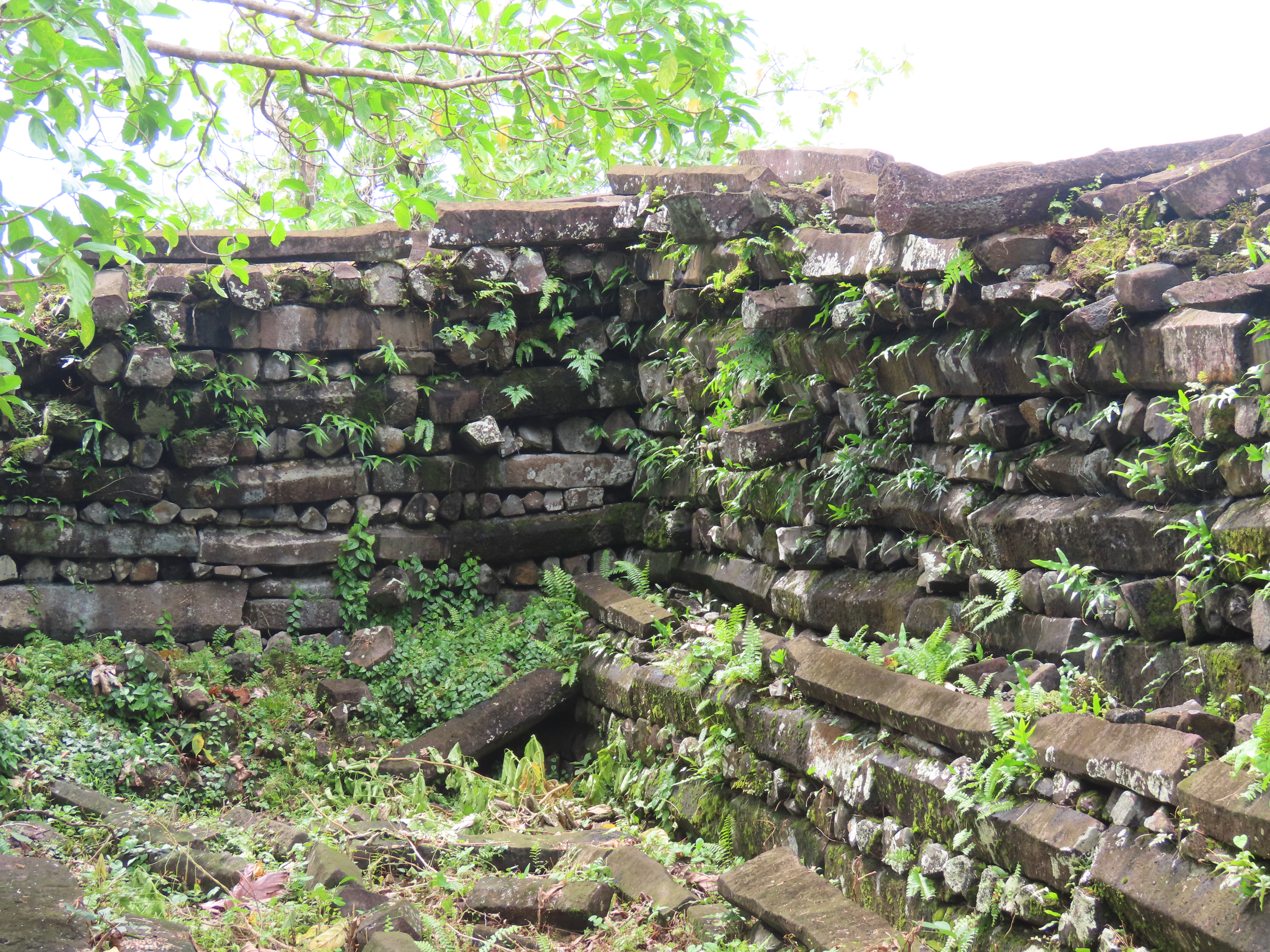
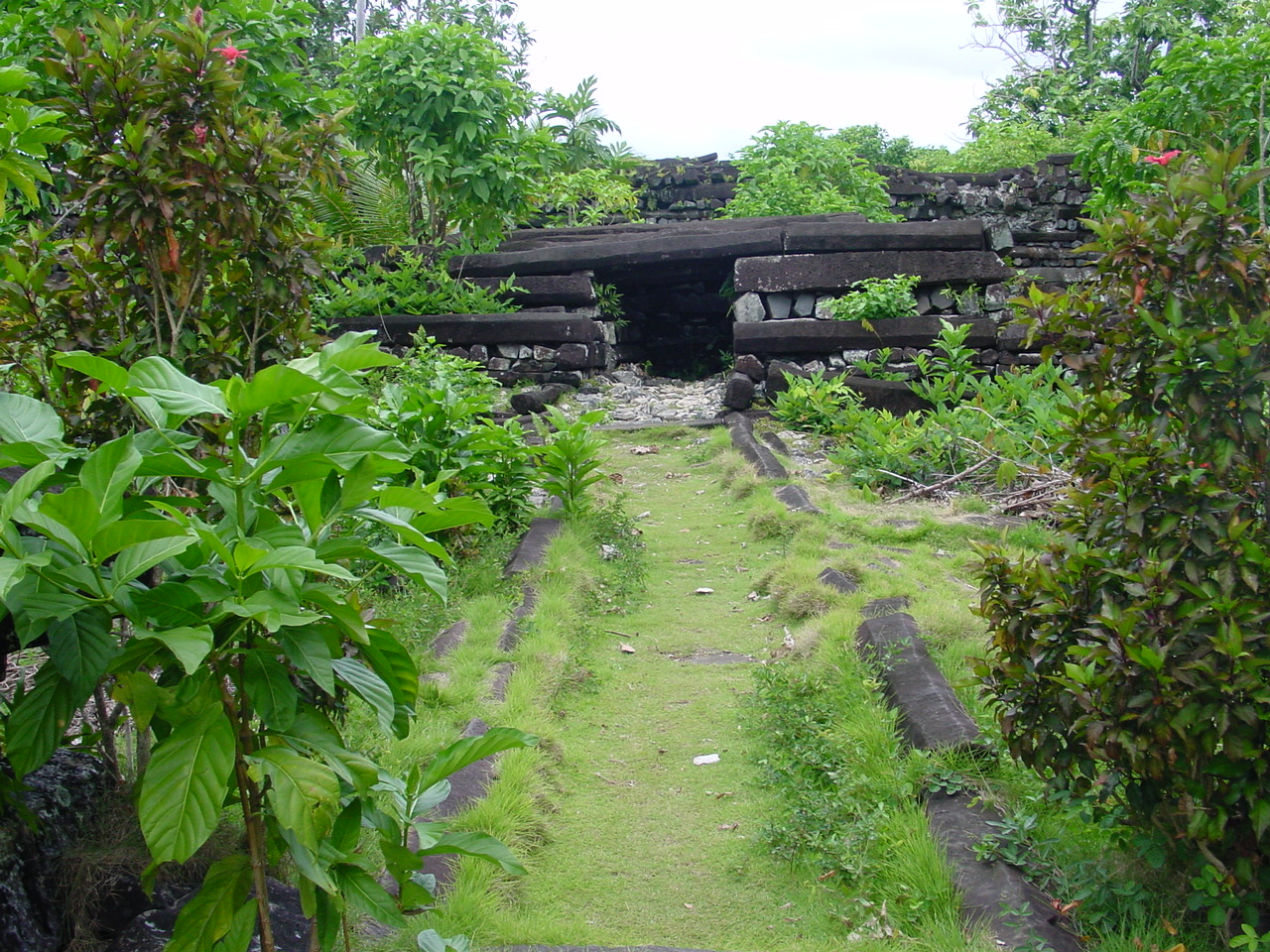
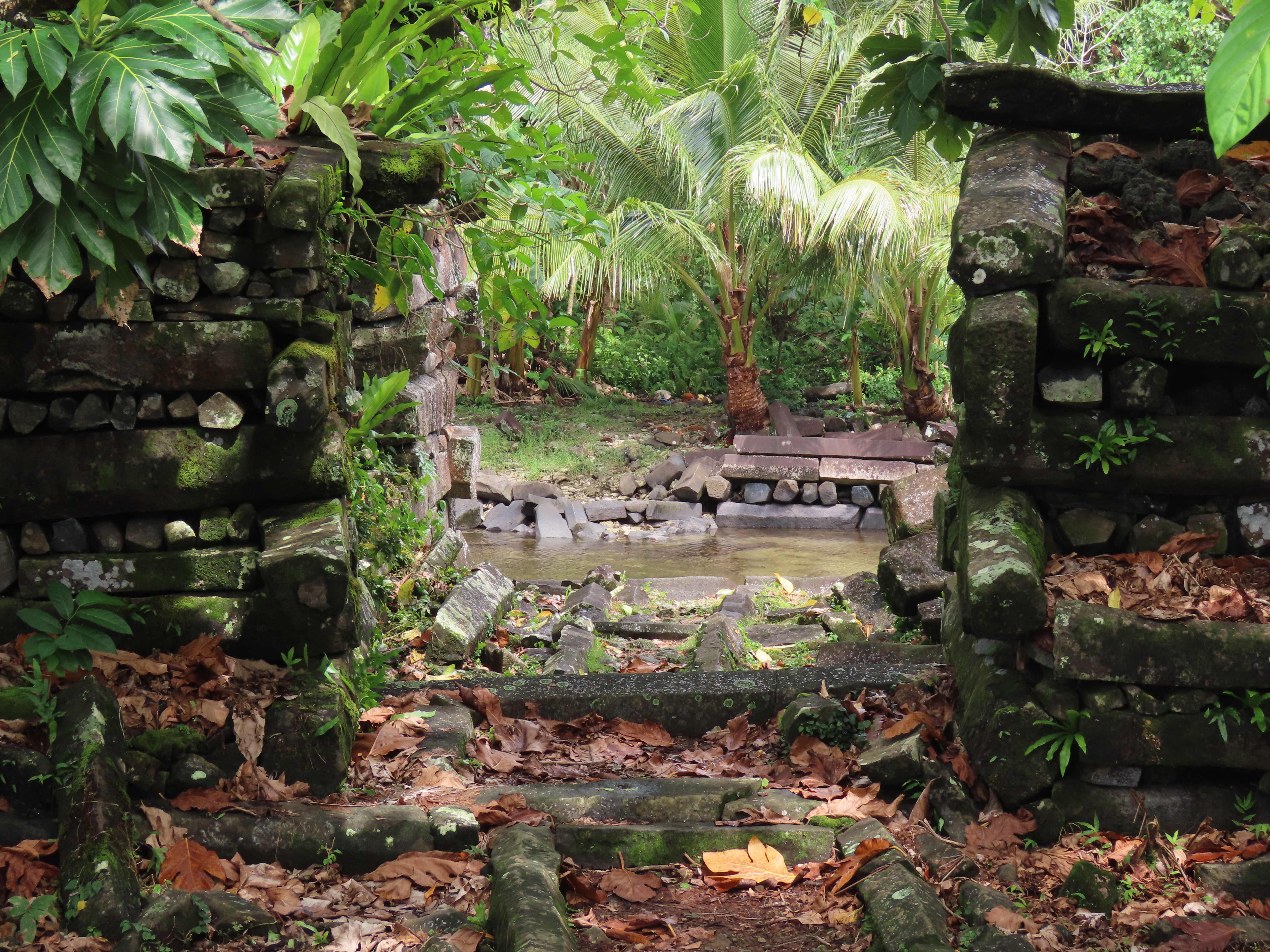
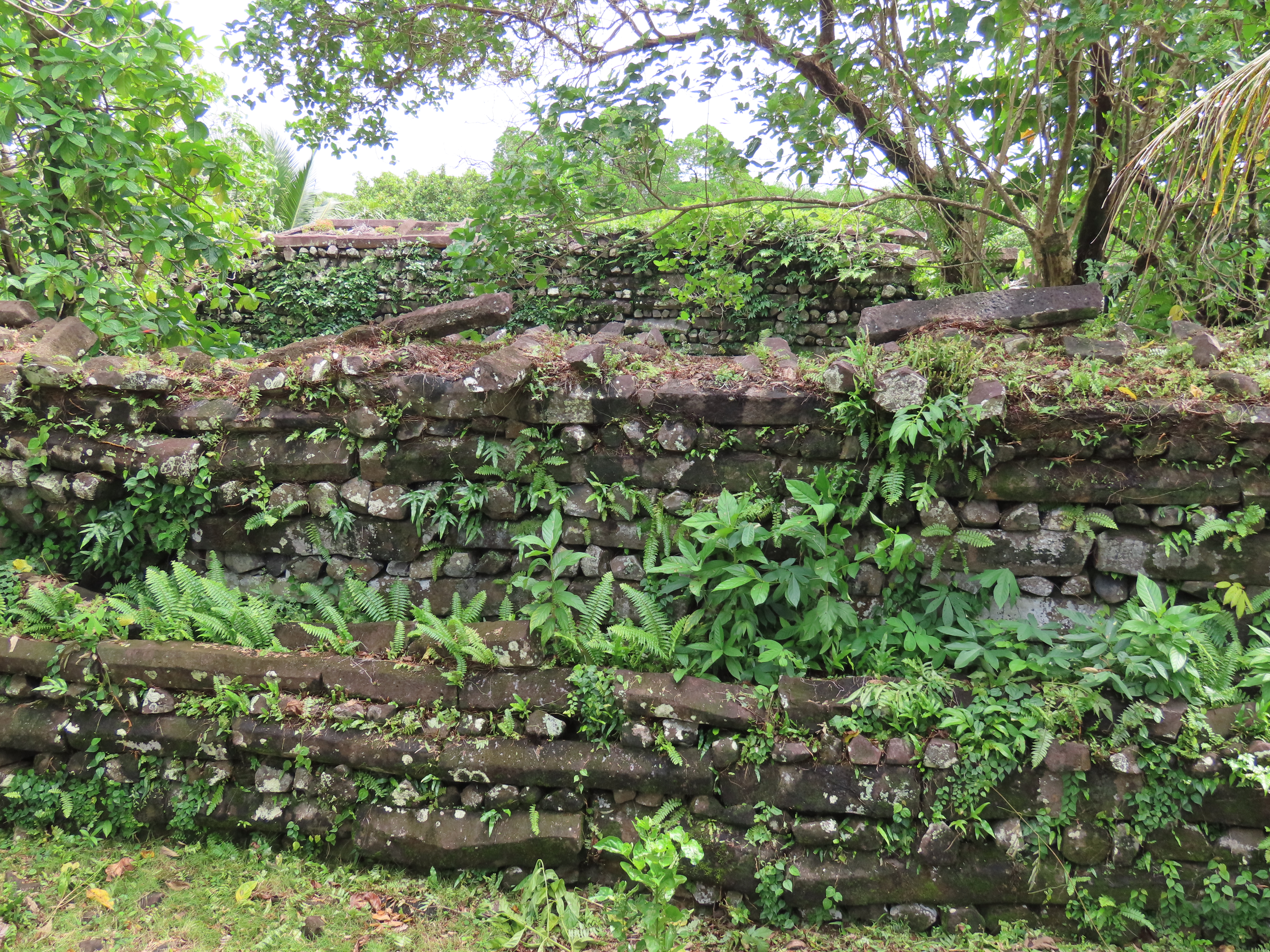

## Dans la culture populaire
Nan Madol a inspiré de nombreuses fictions sur le thème des civilisations oubliées.
En littérature, les ruines de Nan Madol sont l'un des cadres utilisés dans le roman de fantasy Le Gouffre de la lune d'Abraham Merritt paru en 1919. Des îles y sont appelées Nan-Tauach et des ruines Nan-Matal. Ce roman ou le site de Nan Madol lui-même ont pu inspirer H. P. Lovecraft pour la ville en ruine de R'lyeh qui apparaît dans ses nouvelles fantastiques Dagon (1919) et L'Appel de Cthulhu (1926),. Nan Madol et son histoire sont aussi utilisés comme base du roman La Civilisation des abysses écrite par James Rollins en 2001.
En musique, Nan Madol est le nom d'un album enregistré par Edward Vesala en 1974. Nan Ma Dol est un titre du groupe Endura (en) sur leur album Liber Leviathan paru en 1996, Ruins of Nan Madol un titre d'Audiomachine publié en 2014.
Dans le jeu vidéo Civilization VI, Nan Madol est une cité-État décrite comme une « cité-État culturelle ».